# Национальный дворец Синтры
Национальный дворец Синтры (порт. Palácio Nacional de Sintra), неформально также называемый Деревенским дворцом (Palácio da Vila) — средневековый дворец в Синтре (Португалия), где с XV до конца XIX века жили португальские монархи. Дворец является одним из важных туристических объектов региона, входит в Культурный ландшафт Синтры и наряду с двумя другими дворцами Синтры включён в число объектов Всемирного наследия ЮНЕСКО.

## История
История дворца восходит к временам арабского завоевания Пиренейского полуострова. В то время в Синтре было 2 замка — расположенный на возвышенности укреплённый Замок мавров и находившаяся в городе резиденция мавританских правителей этого региона. Впервые она упоминается в X веке в трудах арабского географа Аль-Бакра.

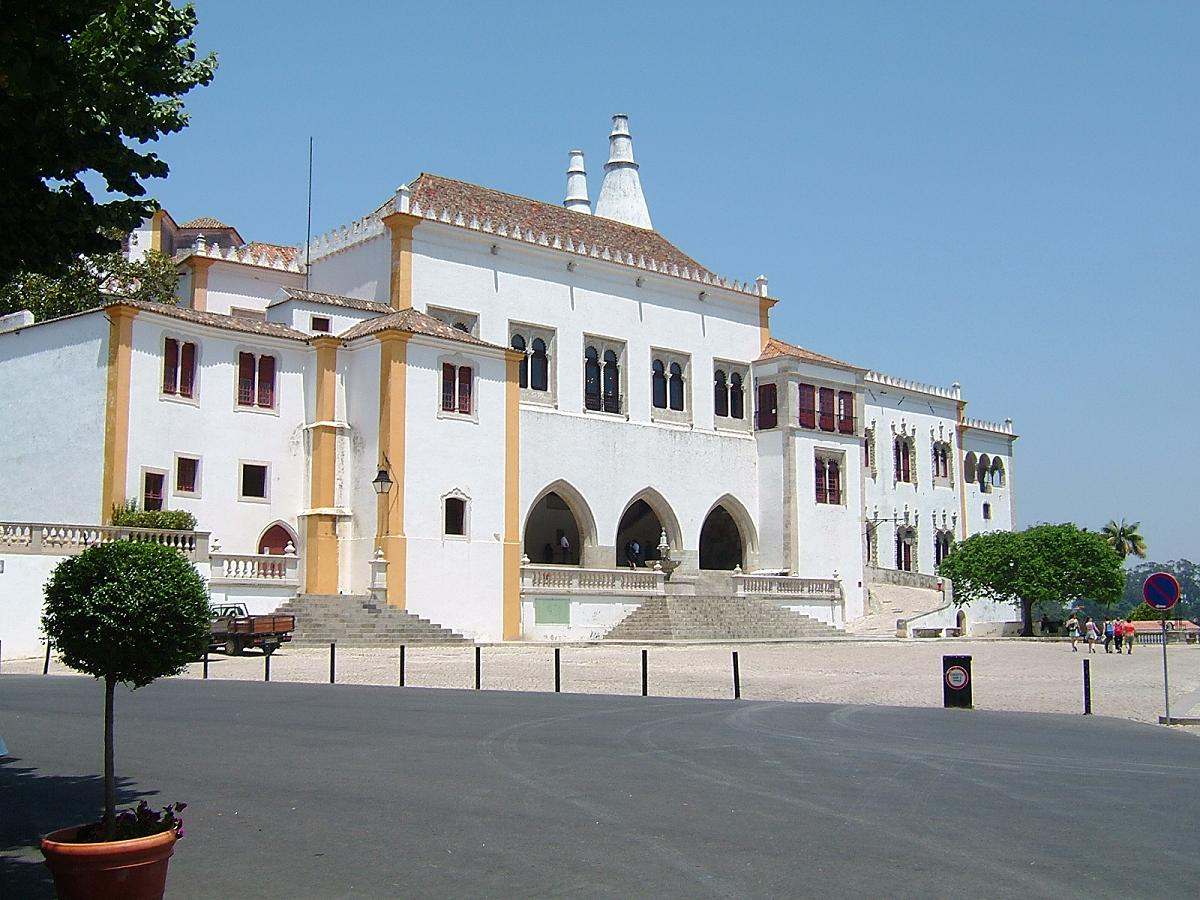
Парадный фасад дворца

В XII веке Синтра была захвачена португальским королём Афонсу I, который объявил резиденцию своей собственностью. В настоящее время в замке не сохранилось сооружений, воздвигнутых во времена мавров или первых португальских королей. Его нынешний стиль, объединяющий мавританский стиль, мануэлино и готику —- результат строительства в XV и начале XVI века.
Старейшим сохранившимся сооружением считается дворцовая часовня, чьё создание относят к правлению короля Диниша I (1261—1325). Уцелевшие постройки в районе центрального двора возникли большей частью в правление Жуана I. Среди исторически значимых интерьеров:
- Арабский зал (Sala dos Árabes) был повреждён во время землетрясения 1755 года.
- Гербовый зал (Sala das Armas) представляет собрание гербов: короля, инфантов и 72 аристократических семейств Португалии. После раскрытия заговора семейства Тавора против короля Жозе I, их герб был удалён из зала.
- Зал лебедей (Sala dos Cisnes) выполнен в стиле мануэлино, получил название из-за лебедей, нарисованных на потолке. Лебедь — символ королевского дома Филиппа Доброго, и их число (30) равняется возрасту невесты, Изабеллы Португальской, к которой Филипп сватался в 1428 году.
- Зал сорок (Sala das Pegas), в котором изображённые на потолке и фризе сороки держат эмблему por bem (для чести) в своих клювах. Роспись имеет отношение к истории о том, что королева Филиппа Ланкастерская застала однажды своего супруга, короля Жуана I целующимся с придворной дамой. Чтобы положить конец всем сплетням, король приказал расписать одну из комнат сороками, по числу дам при дворе — 136.

Сын Жуана I, Дуарте I, также очень любил дворец и останавливался в нём надолго. В его правление было создано подробное письменное описание дворца, позже позволившее точно воссоздать хронологию его строительства. Преемник Дуарте, Афонсу V, родился (1432) и умер (1481) в этом дворце.
В 1497—1530 годах Мануэл I на деньги, полученные в результате исследовательских экспедиций в эпоху великих географических открытий, организовал дальнейшее расширение дворца. В этот период было построено ренессансное крыло, декорированное полихромными севильскими изразцами.